# تشارلز ليويك
تشارلز ليويك (بالفرنسية: Charles Leweck)‏ هو لاعب كرة قدم لوكسمبورغي في مركز الوسط، ولد في 19 يوليو 1983 في مدينة لوكسمبورغ في لوكسمبورغ. شارك مع منتخب لوكسمبورغ لكرة القدم. أما مع النوادي، فقد لعب مع جونيس إيتش.

## وصلات خارجية
- تشارلز ليويك على موقع الاتحاد الدولي (مؤرشف)  (الإنجليزية)
- تشارلز ليويك على موقع الاتحاد الأوربي (الإنجليزية)
- تشارلز ليويك على موقع قاعدة بيانات كرة القدم.إي يو (الإنجليزية)
- تشارلز ليويك على موقع ناشيونال فوتبول تيمز (الإنجليزية)
- تشارلز ليويك على موقع Soccerway.com (الإنجليزية)